# Jaegeria bellidiflora
Jaegeria bellidiflora là một loài thực vật có hoa trong họ Cúc. Loài này được (Moc. & Sessé ex DC.) A.M.Torres & Beaman mô tả khoa học đầu tiên năm 1964.